# Diamant A

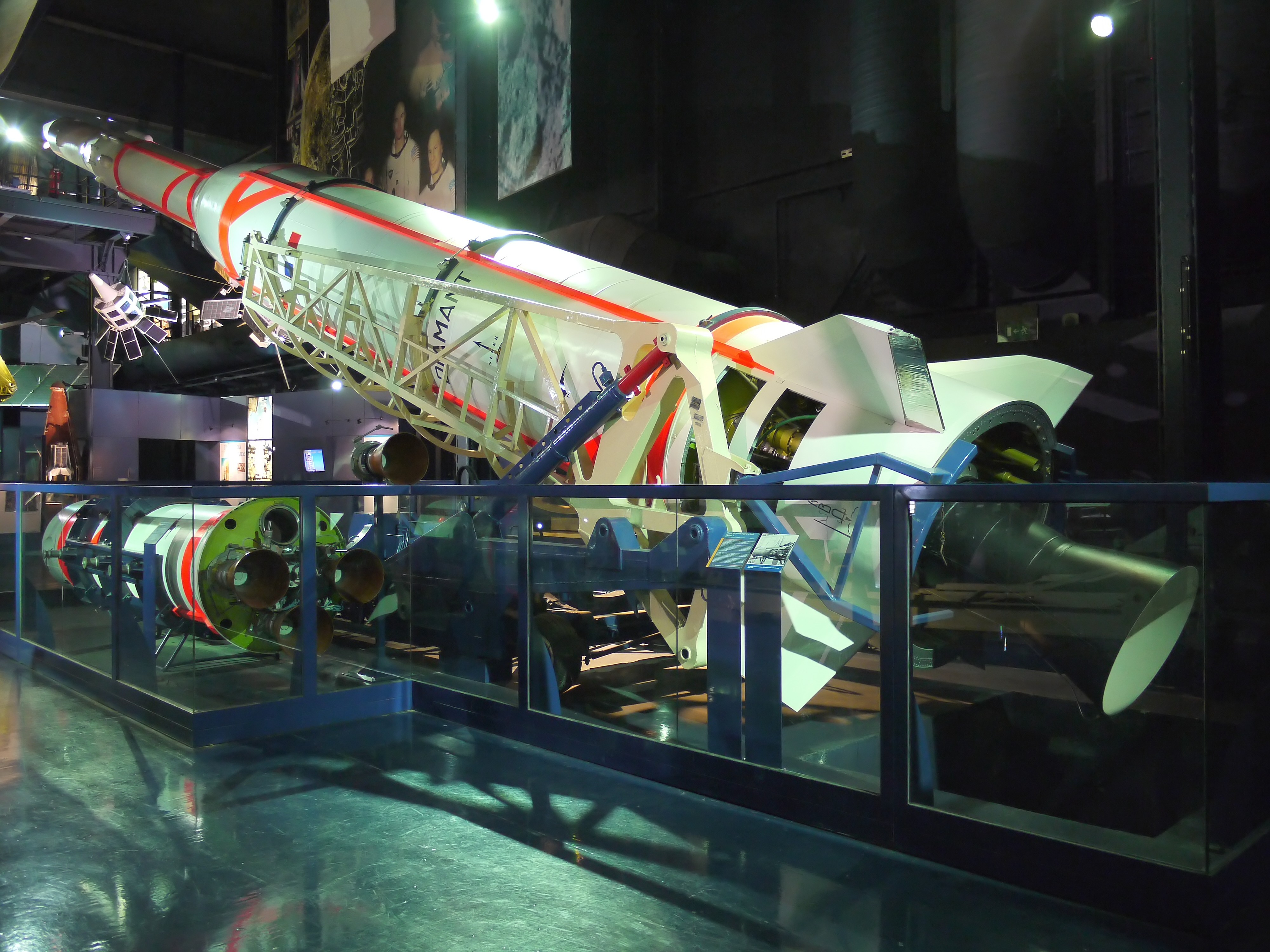
Foguete Diamant A

O Diamant A foi um foguete espacial francês que prestou serviço entre 1965 e 1967.

## Características
O Diamant A foi desenvolvido de maneira relativamente rápida graças ao uso de etapas e sistemas já disponíveis para mísseis. Em maio de 1962 o CNES selecionou a DMA como diretor do projeto, com a SEREB (que se tornaria mais tarde em Aérospatiale) como contratante principal.
O foguete foi criado a partir do foguete de teste Saphir, substituindo a carga por uma etapa adicional P-6, testado anteriormente no foguete suborbital Rubis.

## Histórico de lançamentos
| Voo | Data                    | Plataforma de lançamento   | Carga     | Resultado     | Notas                                                                                    |
| --- | ----------------------- | -------------------------- | --------- | ------------- | ---------------------------------------------------------------------------------------- |
| 1   | 26 de novembro de 1965  | Plataforma B de Hammaguira | Astérix   | Êxito         | Primeiro voo de um Diamant A.                                                            |
| 2   | 17 de fevereiro de 1966 | Plataforma B de Hammaguira | Diapason  | Êxito         |                                                                                          |
| 3   | 8 de fevereiro de 1967  | Plataforma B de Hammaguira | Diademe 1 | Êxito parcial | Uma falha na terceira etapa deixou o satélite em uma órbita mais baixa do que o previsto |
| 4   | 15 de fevereiro de 1967 | Plataforma B de Hammaguira | Diademe 2 | Êxito         | Último voo de um Diamant A.                                                              |